# Lo chiamavano Jeeg Robot
Lo chiamavano Jeeg Robot är en italiensk komedifilm från 2015 i regi av Gabriele Mainetti, med Claudio Santamaria, Luca Marinelli och Ilenia Pastorelli i huvudrollerna. Den handlar om en småkriminell man i Rom som utsätts för radioaktivt avfall från Tibern och får superkrafter. Han använder dessa för att försöka rädda en kvinna som tror att han är en japansk seriefigur och är jagad av en skoningslös brottsling vid namn Zingaro.
Filmen tilldelades David di Donatello i åtta kategorier, inklusive bästa kvinnliga huvudroll (Pastorelli), manliga huvudroll (Santamaria), kvinnliga biroll (Antonia Truppo) och manliga biroll (Marinelli).

## Medverkande
- Claudio Santamaria som Enzo Ceccotti, "Jeeg"
- Luca Marinelli som Fabio Cannizzaro, "Zingaro"
- Ilenia Pastorelli som Alessia
- Stefano Ambrogi som Sergio
- Maurizio Tesei som Biondo
- Francesco Formichetti som Sperma
- Daniele Trombetti som Tazzina
- Antonia Truppo som Nunzia
- Gianluca Di Gennaro som Antonio
- Salvatore Esposito som Vincenzo